# Bryan Lefley
Bryan Andrew Lefley (Grosse Isle, 18 ottobre 1948 – Bolzano, 28 ottobre 1997) è stato un allenatore di hockey su ghiaccio e hockeista su ghiaccio canadese. Era fratello di Chuck Lefley.

## Carriera

### Giocatore
Giocatore duttile, abile sia come difensore che come ala sinistra, fece la trafila delle giovanili nei Winnipeg Rangers (MJHL) tra il 1964-65 e il 1967-68. Dopo un anno con i Vernon Nelson Maple Leafs (WIHL) nel 1968-69 venne messo sotto contratto dai New York Rangers, ma viene girato per tre stagioni agli Omaha Knights in CHL prima di poter fare l'esordio in NHL, ma con l'altra squadra dello stato di New York, i New York Islanders, nella stagione 1972-73, in cui si ritagliò un posto da titolare (63 presenze, 10 punti messi a segno).
La stagione successiva non fu altrettanto felice: solo 7 presenze in NHL, il resto ancora in CHL, coi Fort Worth Wings (44 punti in 58 partite, suo miglior bottino personale in una stagione). Ritornò in NHL nel 1974-75, messo sotto contratto dai Kansas City Scouts dopo l'NHL Expansion Draft, ma giocò solo 29 incontri. Il resto della stagione e quella successiva le disputò in AHL con i Baltimore Clippers, i Providence Reds e gli Springfield Indians.
Tornò a calcare il ghiaccio NHL nel 1976-77, quando i Kansas City Scouts vengono spostati a Denver (Colorado Rockies, oggi New Jersey Devils). Dopo due stagioni da titolare, Lefley si trasferì in Europa. La prima tappa fu la Germania, dove per oltre due stagioni giocò a Düsseldorf (miglior risultato, un secondo posto nel 1979-80). A stagione 1980-81 già iniziata si trasferì a Berna, all'SC Bern con cui concluse la carriera sul ghiaccio.
In totale Bryan Lefley ha giocato 228 incontri in NHL, mettendo a segno 7 reti e 29 assist, cui si aggiungono 2 incontri di play-off per la Stanley Cup.

### Allenatore
La carriera di allenatore di Lefley comincia laddove era finita quella da giocatore, nella Lega Nazionale A. In Svizzera allenò dapprima lo Zurigo, poi il Bellinzona e infine anche l'Hockey Club Ambrì-Piotta.
Lefley è approdato poi in Italia. In serie A ha allenato dapprima l'Hockey Club Merano, con cui ha vinto lo scudetto 1986 (il primo per gli altoatesini). L'anno dopo non riesce a ripetersi, e preferisce trasferirsi in Deutsche Eishockey Liga (DEL), a quei Düsseldorf EG con cui aveva giocato alla fine degli anni settanta. Dopo una sola stagione tornò in Italia, questa volta ai Mastini Varese, portando anche loro al vertice, con lo scudetto 1989.
Nel 1993, dopo la deludente spedizione della nazionale italiana alle Olimpiadi di Albertville chiuse al dodicesimo ed ultimo posto, Lefley accettò l'incarico di allenatore della nazionale italiana. Con lui in panchina, il Blue Team arrivò sesto (miglior risultato di sempre) ai mondiali giocati in casa (Bolzano, Canazei e Milano) nel 1994, settimo nel 1995 e nel 1996, ottavo nel 1997. Anche alle olimpiadi si vide la mano dell'allenatore canadese, con il nono posto a Lillehammer 1994.
A partire dal 1997 Lefley aveva scelto di occuparsi solo della nazionale, non allenando più squadre di club dopo il titolo vinto a Berna nella stagione 1996-97. Lefley morì in seguito ad un incidente stradale nei pressi di Bolzano il 28 ottobre 1997, mentre si stava recando a Bressanone al raduno della nazionale dopo aver assistito ad un incontro fra Bolzano e Dinamo Mosca.

## Omaggi e riconoscimenti
Il fan club dell'HC Ambrì-Piotta di Sant'Antonino, il BL15, è dedicato a Bryan Lefley (le iniziali BL) e Dale McCourt (il cui numero era il 15).

## Palmarès

### Giocatore

#### Club
- Adams Cup: 2

Omaha: 1969-1970, 1970-1971

### Allenatore

#### Club
- Campionato italiano: 2

Merano: 1985-1986
Varese: 1988-1989
- Campionato svizzero: 1

Berna: 1996-1997

## Hanno detto di lui
(Martin Pavlu)
(Robert Oberrauch)
(Lucio Topatigh)